# Malmsjön (Ströms socken, Jämtland)
Malmsjön är en sjö i Strömsunds kommun i Jämtland och ingår i Ångermanälvens huvudavrinningsområde. Sjön har en area på 7,97 kvadratkilometer och ligger 279 meter över havet. Sjön avvattnas av vattendraget Malmån.

## Delavrinningsområde
Malmsjön ingår i det delavrinningsområde (707925-149957) som SMHI kallar för Utloppet av Malmsjön. Medelhöjden är 299 meter över havet och ytan är 32,19 kvadratkilometer. Räknas de 5 avrinningsområdena uppströms in blir den ackumulerade arean 89,32 kvadratkilometer. Malmån som avvattnar avrinningsområdet har biflödesordning 4, vilket innebär att vattnet flödar genom totalt 4 vattendrag innan det når havet efter 164 kilometer. Avrinningsområdet består mestadels av skog (51 procent) och sankmarker (14 procent). Avrinningsområdet har 8,26 kvadratkilometer vattenytor vilket ger det en sjöprocent på 25,7 procent.